# Лангар (приток Зеравшана)
Лангар (тадж. Лангар — «якорь»; устар. Лангарсай) — река протекающая по территории Айнинского района Согдийской области Таджикистана. Правый приток реки Зеравшан впадающий в него в 650,7 км от устья. Берёт начало на южных склонах Туркестанского хребта в 1 км на юго-западе от перевала Гуралаш. В устьевой части пересекает восточную часть посёлка Урметан.
Длина — 14 км. Площадь водосбора — 38,6 км². Количество рек протяжённостью менее 10 км расположенных в бассейне Лангар — 3, их общая длина составляет 5 км.